# Bombylisoma rhodesianum
Bombylisoma rhodesianum är en tvåvingeart som först beskrevs av Hesse 1938.  Bombylisoma rhodesianum ingår i släktet Bombylisoma och familjen svävflugor. Inga underarter finns listade i Catalogue of Life.